# Проблема вагонетки
Проблема вагонетки (англ. Trolley problem) — мысленный эксперимент в этике, впервые сформулированный в 1967 году английским философом Филиппой Фут. Находясь вне рамок стандартных философских вопросов, проблема вагонетки играет большую роль в когнитивистике и нейроэтике.

## Оригинальная формулировка

Иллюстрация классической проблемы вагонетки

Мысленный эксперимент Фут, сейчас известный как «Проблема вагонетки», происходит следующим образом:

Предположим, что судья или магистрат столкнулись с разъярённой толпой, которая требует найти виновного в неком преступлении и угрожает в противном случае кровавой местью определенной части общества. Истинный виновник неизвестен, судья считает себя способным предотвратить кровопролитие, только подставив невиновного человека под обвинение и казнив его. Наряду с этим примером возьмём другой, в котором пилот, самолёт которого вот-вот потерпит крушение, решает, следует ли ему уклониться от более населённого района в менее населённый. Чтобы провести параллель как можно ближе, можно скорее предположить, что он управляет едущим трамваем, который может только свернуть с одной колеи на другую; пять человек работают на одной колее и один — на другой; любой, кто окажется на колее, по которой он поедет, будет убит. В случае беспорядков у толпы есть пять заложников, так что в обоих примерах предполагается, что обмен будет означать жизнь одного человека за жизнь пятерых.
Оригинальный текст (англ.)Suppose that a judge or magistrate is faced with rioters demanding that a culprit be found for a certain crime and threatening otherwise to take their own bloody revenge on a particular section of the community. The real culprit being unknown, the judge sees himself as able to prevent the bloodshed only by framing some innocent person and having him executed. Beside this example is placed another in which a pilot whose airplane is about to crash is deciding whether to steer from a more to a less inhabited area. To make the parallel as close as possible it may rather be supposed that he is the driver of a runaway tram which he can only steer from one narrow track on to another; five men are working on one track and one man on the other; anyone on the track he enters is bound to be killed. In the case of the riots the mob have five hostages, so that in both examples the exchange is supposed to be one man's life for the lives of five.

## Похожие проблемы

### «Толстый человек»
Похожая проблема была предложена философом Дж. Дж. Томсон.

Как и прежде, вагонетка несётся по рельсам, к которым привязаны пять человек. Вы находитесь на мосту, который проходит над рельсами. У вас есть возможность остановить вагонетку, бросив на пути что-нибудь тяжёлое. Рядом с вами находится толстый человек, и единственная возможность остановить вагонетку — столкнуть его с моста на пути. Каковы ваши действия?

Для значительной части людей активное участие в этой ситуации выглядит практически невозможным. Большая часть тех, кто переключил бы стрелку в первой ситуации, не стали бы толкать человека под вагонетку во второй. Эта особенность явилась предпосылкой для более глубокого исследования различия этих двух ситуаций.
Первое явное различие состоит в том, что в первом случае наблюдатель не взаимодействует непосредственно с человеком: смерть человека на запасном пути является побочным эффектом переключения стрелки. Тем не менее, во втором случае агрессия по отношению к толстому человеку является неотъемлемой частью плана по спасению пятерых. Этот аргумент рассматривался (и был отвергнут) Шелли Каган в книге The Limits of Morality.
Подобное решение является следствием доктрины двойного эффекта, которая гласит, что в случае необходимости можно совершать действия, которые имеют негативные побочные эффекты, но умышленное проявление агрессии (даже для достижения положительных результатов) является неправильным.

### «Толстый злодей»
Дальнейшее развитие этого примера включает в себя ситуацию, когда толстый человек оказывается злодеем, который и поставил пятерых людей в опасную ситуацию (привязал их к рельсам). В этом случае выталкивание толстого человека на рельсы выглядит не только выигрышным с моральной точки зрения, но и обязательным для выполнения.
«Убили бы вы толстяка? Задача о вагонетке. Что такое хорошо и что такое плохо?» — книга британского учёного и специалиста по моральной философии Дэвида Эдмондса, опубликованная в 2013 году в Princeton University Press.

### «Ответвление»
Утверждение о том, что плохо использовать смерть одного, чтобы спасти пятерых, не работает в таком варианте проблемы вагонетки:

Как и прежде, вагонетка несётся по рельсам, к которым привязаны пять человек. Как и в первом случае, вы можете перевести её на запасной путь. К рельсам запасного пути привязан один толстый человек. Однако, после человека запасной путь делает петлю и снова возвращается на главный путь, перед тем местом, где привязаны пятеро. Таким образом, если бы на запасном пути не было толстого человека, который может остановить вагонетку, переключение стрелки не спасло бы пятерых. Каковы ваши действия?

Единственная разница между этой ситуацией и оригинальной формулировкой состоит в том, что добавлен дополнительный кусок путей. Это выглядит незначительным, особенно с учётом того, что по этому куску вагонетка в любом случае не проедет. Таким образом, интуиция подсказывает, что ответ должен быть таким же, как и в оригинальной проблеме — следует переключить стрелку. Однако в этом случае смерть одного является частью плана по спасению пятерых.

### «Человек на лужайке»
Эта формулировка принадлежит Питеру Ангеру.

Как и прежде, вагонетка несётся по рельсам. Вы можете убрать её с путей посредством столкновения с другой вагонеткой. При этом обе вагонетки сойдут с путей и упадут с насыпи, попав на лужайку, где в гамаке спит человек. Человек при этом будет убит. Каковы ваши действия?

Ответы в этой ситуации частично зависят от того, знаком ли отвечающий с оригинальной проблемой вагонетки. Ангер в своих исследованиях заметил, что люди, которые не сталкивались с таким выбором раньше, чаще говорят, что предлагаемое действие (столкновение с другой вагонеткой) является неправильным.
Ангер поэтому замечает, что различные ответы на эту проблему базируются больше на психологии, нежели на этике — в этой новой формулировке единственное отличие от оригинальных постановок состоит в том, что человек на лужайке не вовлечён полностью в ситуацию. Таким образом, люди думают, что убийство человека на лужайке — «нечестная игра». При этом Ангер отмечает, что отсутствие вовлечённости в ситуацию никак не затрагивает её моральные аспекты.

## Проблема с точки зрения когнитивистики
Проблема вагонетки впервые была исследована с позиции когнитивной науки Дж. Михаэлем. Он предположил, что ответы людей практически не будут зависеть от их пола, возраста, культурного уровня и образования, так как их решения основываются на неосознаваемой «моральной грамматике», которая, в некоторых смыслах, аналогична столь же неосознаваемой универсальной грамматике, лежащей в основе обычного языка.
В последующих кросс-культурных исследованиях были обнаружены явные контрпримеры для данной гипотезы «универсальной моральной грамматики». Дальнейшие доказательства против идеи универсальной моральной грамматики были представлены в мета-анализе 6100 участников. Они показали, что женщины демонстрируют более сильные деонтологические тенденции при выборе решения, чем мужчины, в то время как мужчины демонстрируют лишь немного более утилитарный подход, чем женщины.

## Проблема с точки зрения нейроэтики
В целях изучения этой проблемы с точки зрения нейроэтики, Д. Грин и Дж. Коэн использовали методы функциональной магнитно-резонансной томографии. В их экспериментах анализировались ответы людей на вопросы, заданные в оригинальной формулировке и в формулировке с «толстым человеком». Гипотеза учёных состояла в том, что решение этих проблем вызовет как эмоциональную, так и когнитивную реакцию, при этом возникнет их конфликт. Результаты исследования показали следующее: в ситуациях, которые вызывают яркий эмоциональный отклик («толстый человек») наблюдается значительная активность в тех частях мозга, которые ассоциированы с разрешением конфликта. В то же время, в более нейтральных ситуациях (например, оригинальная проблема вагонетки) наблюдается активность в области мозга, отвечающей за высшие когнитивные функции. Таким образом, потенциальные этические идеи в данной ситуации вращаются вокруг способности человека принимать рациональные решения морального свойства.

## В массовой культуре
- В чешском короткометражном фильме «Мост» подобная проблема становится драмой для работника железной дороги. Его сын проваливается в люк, где находится рычаг для развода железнодорожного моста, в то время как к мосту приближается поезд с пассажирами. Отец находится перед нелёгким выбором: или спасти своего сына и погубить пассажиров, или спасти их ценой жизни собственного сына[7].
- В фильме «Я, робот», несмотря на требование главного героя Спунера спасти девочку, находящуюся в тонущей машине, робот спас его самого, мотивируя это тем, что у самого Спунера было гораздо больше шансов выжить. Из-за принятого этим роботом жёсткого решения, основанного на не совсем этичной оценке шансов выживания, девочка утонула, не имея возможности выбраться из машины[8][9][10][11][12].
- В видеоигре 2017 года «Prey» используется проблема вагонетки и её вариация с толстым человеком, чтобы установить разницу между человечностью, свойственной людям, и рациональностью, свойственной безэмоциональным инопланетянам — тифонам. По мере использования инопланетных технологий персонажи постепенно теряют человечность и со временем установить, является он скорее человеком или тифоном, возможно благодаря проблеме вагонетки и её более эмоциональной части с толстяком[13].
- В романе Тимура Бельского «Триста миллионов спартанцев» один из главных героев использует проблему вагонетки, чтобы доказать своим однокурсникам аморальность так называемой этики результата[14].
- Во 2 сезоне 6 серии «Проблема с тележкой» («The Trolley Problem)» сериала «В лу́чшем ми́ре», или «Хоро́шее ме́сто» (англ. The Good Place) наглядно показаны некоторые аспекты этой проблемы.